# Fan Zeng
En aquest nom xinès, el cognom és Fan.
Fan Zeng (277-204 aEC) va ser un assessor de Xiang Yu durant el període de la Disputa Chu–Han de la història xinesa.

## Biografia

### Començant la seva carrera
Fan era un nadiu de Juchao (en l'actualitat Carrer Yafu, Districte Juchao, Ciutat de Chaohu, Anhui). Tenia un gran interès cap a l'estratègia militar i la política. En el 207 aEC, quan Fan tenia al voltant dels 70 anys, va marxar de casa per conèixer a Xiang Liang, que s'havia aixecat en revolta contra la Dinastia Qin igual que molts altres, i ell va ser acceptat per Xiang com a assessor.

### Servint a Xiang Yu
Després de la mort de Xiang Liang, Fan va continuar servint al seu nebot Xiang, Xiang Yu, com a assessor. Xiang Yu respectuosament s'adreçava a Fan com el seu "Segon Pare" (亞父; Yafu). Des de llavors, Fan participà activament en la planificació i la formulació d'estratègies per a Xiang per així poder permetre-li superar als seus rivals. En el 206 aEC, Fan va seguir a Xiang quan el seu exèrcit va entrar a Guanzhong (el cor de Qin), on Fan es va adonar que Liu Bang es podria convertir en un futura amenaça per a Xiang. Fan llavors constantment va instar a Xiang de matar Liu, però Xiang no va fer cas dels seus consells.
Durant el famós Festí a la Porta Hong, Fan li va ordenar al cosí de Xiang, Xiang Zhuang, de fingir fer la dansa de l'espasa i usar l'oportunitat per matar a Liu Bang, que estava convidat a la festa per invitació de Xiang.

## En la cultura popular
Fan és una de les 32 figures històriques que apareixen com a personatges especials al videojoc Romance of the Three Kingdoms XI de Koei.

## Anotacions i referències
1. 1 2 3  Registres del Gran Historiador, volum 7